# Baszowice (gmina)
Baszowice (od 1870 Słupia (Nowa)) – dawna gmina wiejska istniejąca do 1870 roku w guberni radomskiej. Siedzibą władz gminy były Baszowice.
Gminę zbiorową Baszowice utworzono 13 stycznia 1867 w związku z reformą administracyjną Królestwa Polskiego. Gmina weszła w skład nowego powiatu opatowskiego w guberni radomskiej i liczyła 1786 mieszkańców.
W jej skład weszły wsie Baszowice, Wólka Milanowska, Dembno, Jeziorko, Mirocice, Sosnówka, Serwis, Trzcianka i Chucisko.
13 stycznia 1870 do gminy przyłączono pozbawioną praw miejskich Słupię-Nową, po czym gmina została zniesiona przez przemianowanie na gminę Słupia. Gminę przyłączono w 1887 roku do powiatu kieleckiego w guberni kieleckiej.